# 佩萨克
佩萨克（法語：Pessac，發音：[pɛsak] ⓘ），法国西南部城市，新阿基坦大区吉伦特省的一个市镇，隶属于波尔多区，其市镇面积为38.8平方公里，2022年1月1日时人口数量为66,874人，是该省人口第三多的市镇，在法国市镇中排名第84位。
佩萨克位于吉伦特省中部偏西，波尔多市区西南部，是波尔多重要的近郊卫星城，境内有大学城和多处现代居民区。佩萨克也是波尔多葡萄酒产区的组成部分，其境内的侯伯王酒庄是当地的代表性酒庄。

## 地名来源
“佩萨克”一名可能来源于，后者为此地历史上的一位封建领主，该词本意为“渔者”，与法语单词同源。

## 历史

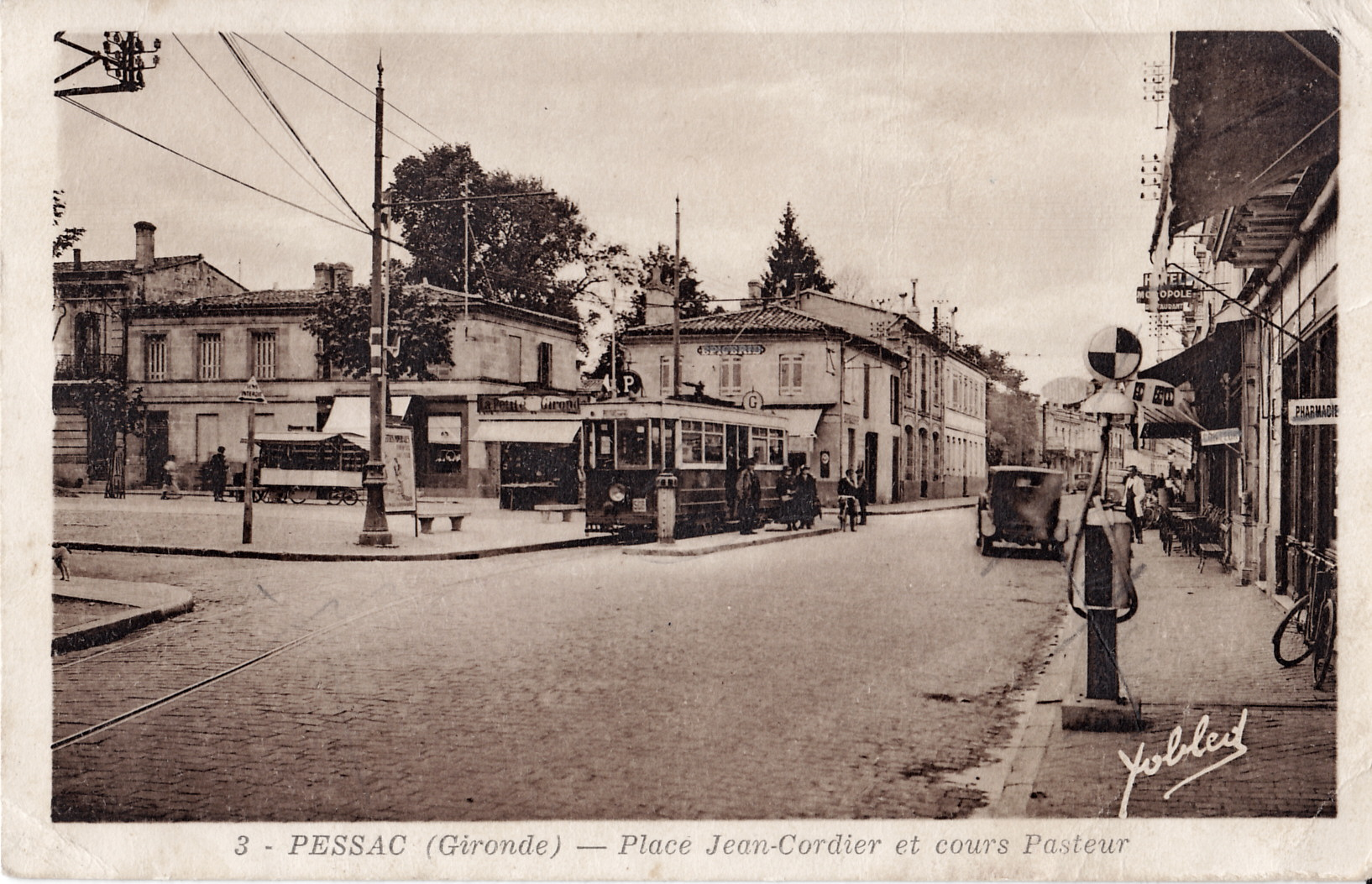
20世纪30年代的佩萨克街头

佩萨克历史上长期为一处普通村落。14世纪初，教宗克勉五世曾居住于此地并修建了一处城堡，该城堡此后其以命名。18世纪初，孟德斯鸠亦在佩萨克境内拥有一处葡萄酒种植园。法国大革命后，佩萨克成为吉伦特省的一个市镇。19世纪初，当地因树脂采集而闻名。工业革命期间，连接波尔多和西班牙的铁路线由此通过。20世纪后，随着波尔多的城市扩张，佩萨克成为波尔多重要的卫星城，其境内人口数量在二战以后快速增加，并出现了大学城和多处集中式居民区。

## 地理

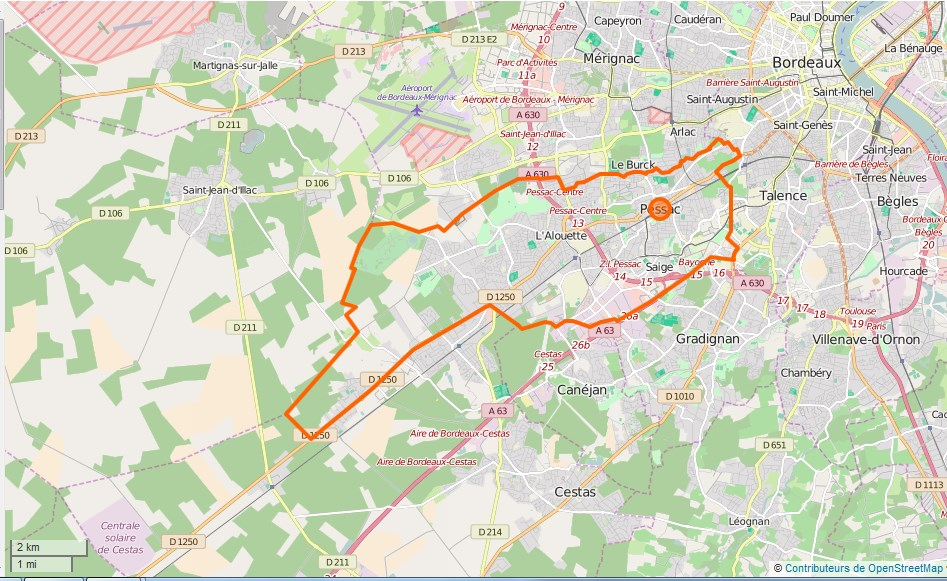
佩萨克市镇范围地图

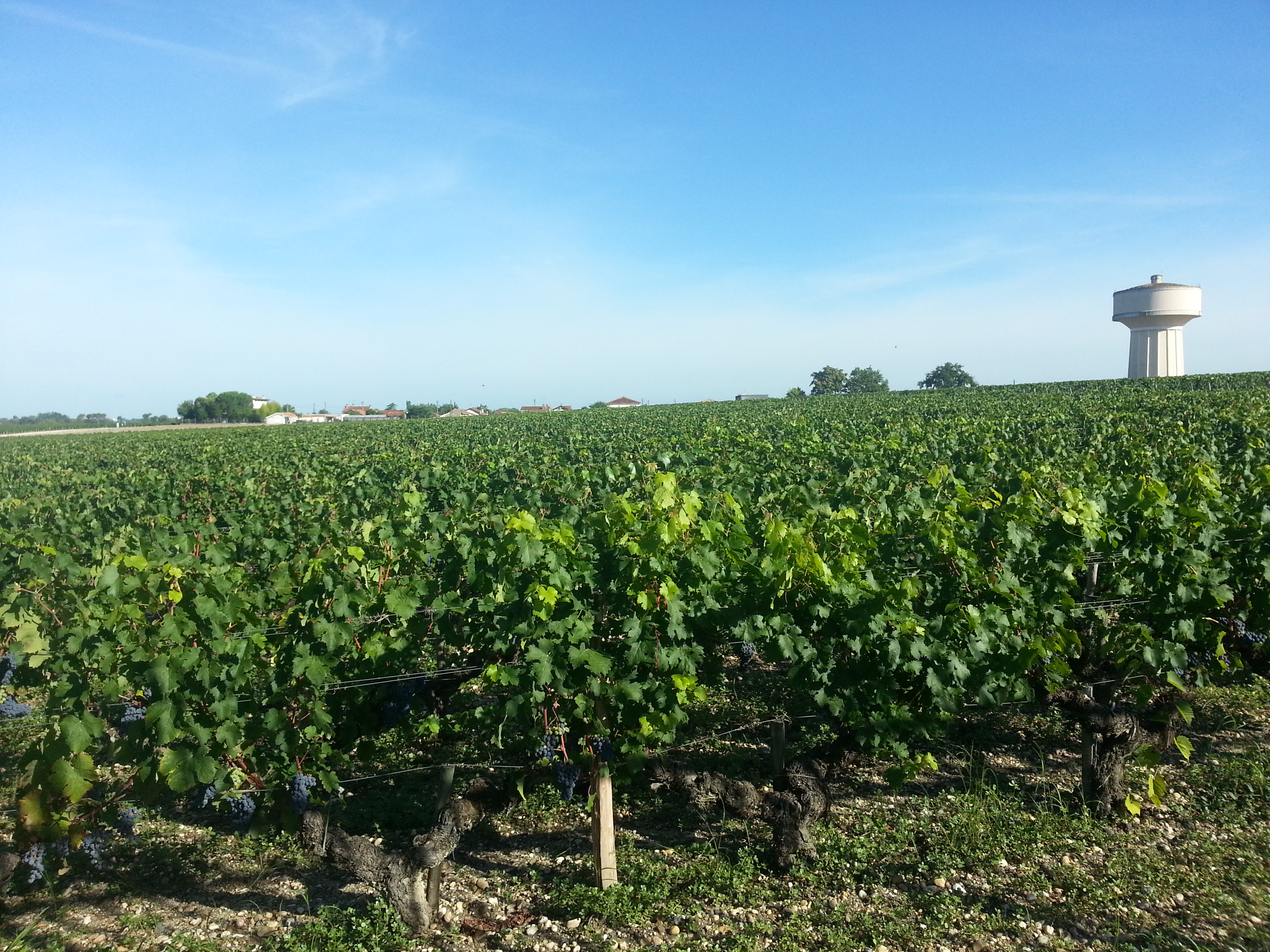
侯伯王酒庄附近的葡萄酒种植园

佩萨克位于法国西南部，新阿基坦大区西部和吉伦特省中部，距离省会波尔多市区大约4公里。与佩萨克接壤的市镇包括：梅里尼亚克、波尔多、塞斯塔斯、塔朗斯、格拉迪尼昂、卡内让、圣让迪亚克。

### 地形
佩萨克位于阿基坦盆地腹地，境内地势平坦，适合农业生产以及城市建设。全境海拔在12到56米之间。

### 水文
珀格河自西向东流经境内北部，该河是加龙河的左岸支流。

### 植被
佩萨克属于温带落叶林区，丰托丹公园（Parc de Fontaudin）、卡普德博斯水塘（Bassin de Cap de Bos）是当地市区内主要的城市绿地，而林地则广泛分布于市镇范围西部地区。

### 气候
佩萨克在柯本气候分类法中属于温带海洋性气候，因其纬度偏低，平均气温高于同类型地理位置的温带地区，且夏季降水量略少于冬季。
距离佩萨克最近的气象站位于梅里尼亚克境内，以下为该气象站的数据：
| 梅里尼亚克1981年－2019年 | 梅里尼亚克1981年－2019年 | 梅里尼亚克1981年－2019年 | 梅里尼亚克1981年－2019年 | 梅里尼亚克1981年－2019年 | 梅里尼亚克1981年－2019年 | 梅里尼亚克1981年－2019年 | 梅里尼亚克1981年－2019年 | 梅里尼亚克1981年－2019年 | 梅里尼亚克1981年－2019年 | 梅里尼亚克1981年－2019年 | 梅里尼亚克1981年－2019年 | 梅里尼亚克1981年－2019年 | 梅里尼亚克1981年－2019年 |
| 月份                     | 1月                      | 2月                      | 3月                      | 4月                      | 5月                      | 6月                      | 7月                      | 8月                      | 9月                      | 10月                     | 11月                     | 12月                     | 全年                     |
| ------------------------ | ------------------------ | ------------------------ | ------------------------ | ------------------------ | ------------------------ | ------------------------ | ------------------------ | ------------------------ | ------------------------ | ------------------------ | ------------------------ | ------------------------ | ------------------------ |
| 历史最高温 °C（°F）      | 20.2 (68.4)              | 26.2 (79.2)              | 27.7 (81.9)              | 31.1 (88.0)              | 35.4 (95.7)              | 39.2 (102.6)             | 41.2 (106.2)             | 40.7 (105.3)             | 37.6 (99.7)              | 32.2 (90.0)              | 26.7 (80.1)              | 22.5 (72.5)              | 41.2 (106.2)             |
| 平均高温 °C（°F）        | 10.1 (50.2)              | 11.7 (53.1)              | 15.1 (59.2)              | 17.3 (63.1)              | 21.2 (70.2)              | 24.5 (76.1)              | 26.9 (80.4)              | 27.1 (80.8)              | 24 (75)                  | 19.4 (66.9)              | 13.7 (56.7)              | 10.5 (50.9)              | 18.5 (65.3)              |
| 日均气温 °C（°F）        | 6.6 (43.9)               | 7.5 (45.5)               | 10.2 (50.4)              | 12.3 (54.1)              | 16.1 (61.0)              | 19.3 (66.7)              | 21.3 (70.3)              | 21.4 (70.5)              | 18.5 (65.3)              | 14.9 (58.8)              | 9.9 (49.8)               | 7.2 (45.0)               | 13.8 (56.8)              |
| 平均低温 °C（°F）        | 3.1 (37.6)               | 3.3 (37.9)               | 5.4 (41.7)               | 7.4 (45.3)               | 11 (52)                  | 14.1 (57.4)              | 15.8 (60.4)              | 15.7 (60.3)              | 12.9 (55.2)              | 10.4 (50.7)              | 6.1 (43.0)               | 3.8 (38.8)               | 9.1 (48.4)               |
| 历史最低温 °C（°F）      | −16.4 (2.5)              | −15.2 (4.6)              | −9.9 (14.2)              | −5.3 (22.5)              | −1.8 (28.8)              | 2.5 (36.5)               | 4.8 (40.6)               | 1.5 (34.7)               | −1.8 (28.8)              | −5.3 (22.5)              | −12.3 (9.9)              | −13.4 (7.9)              | −16.4 (2.5)              |
| 平均降水量 mm（）        | 87.3 (3.44)              | 71.7 (2.82)              | 65.3 (2.57)              | 78.2 (3.08)              | 80 (3.1)                 | 62.2 (2.45)              | 49.9 (1.96)              | 56 (2.2)                 | 84.3 (3.32)              | 93.3 (3.67)              | 110.2 (4.34)             | 105.7 (4.16)             | 944.1 (37.17)            |
| 月均日照時數             | 96                       | 114.9                    | 169.7                    | 182.1                    | 217.4                    | 238.7                    | 248.5                    | 242.3                    | 202.7                    | 147.2                    | 94.4                     | 81.8                     | 2,035.7                  |
| 来源：infoclimat.fr      |                          |                          |                          |                          |                          |                          |                          |                          |                          |                          |                          |                          |                          |

## 行政区划
佩萨克是法国新阿基坦大区吉伦特省的一个市镇，编号为33318。佩萨克隶属于波尔多区和吉伦特省第七选区，管理佩萨克第一县和第二县，同时也是波尔多都会区的组成部分。
佩萨克市镇被划为3个街区，并实行街区自治制度。
法国国家统计与经济研究所（简称）在进行数据统计时，将佩萨克划入波尔多城市核心区和波尔多城市区。自2020年起，波尔多城市区被含有251个市镇的波尔多城市辐射区代替。此外，还将佩萨克市镇分为了22个“块区”（IRIS），以便于统计人口分布情况。

## 交通

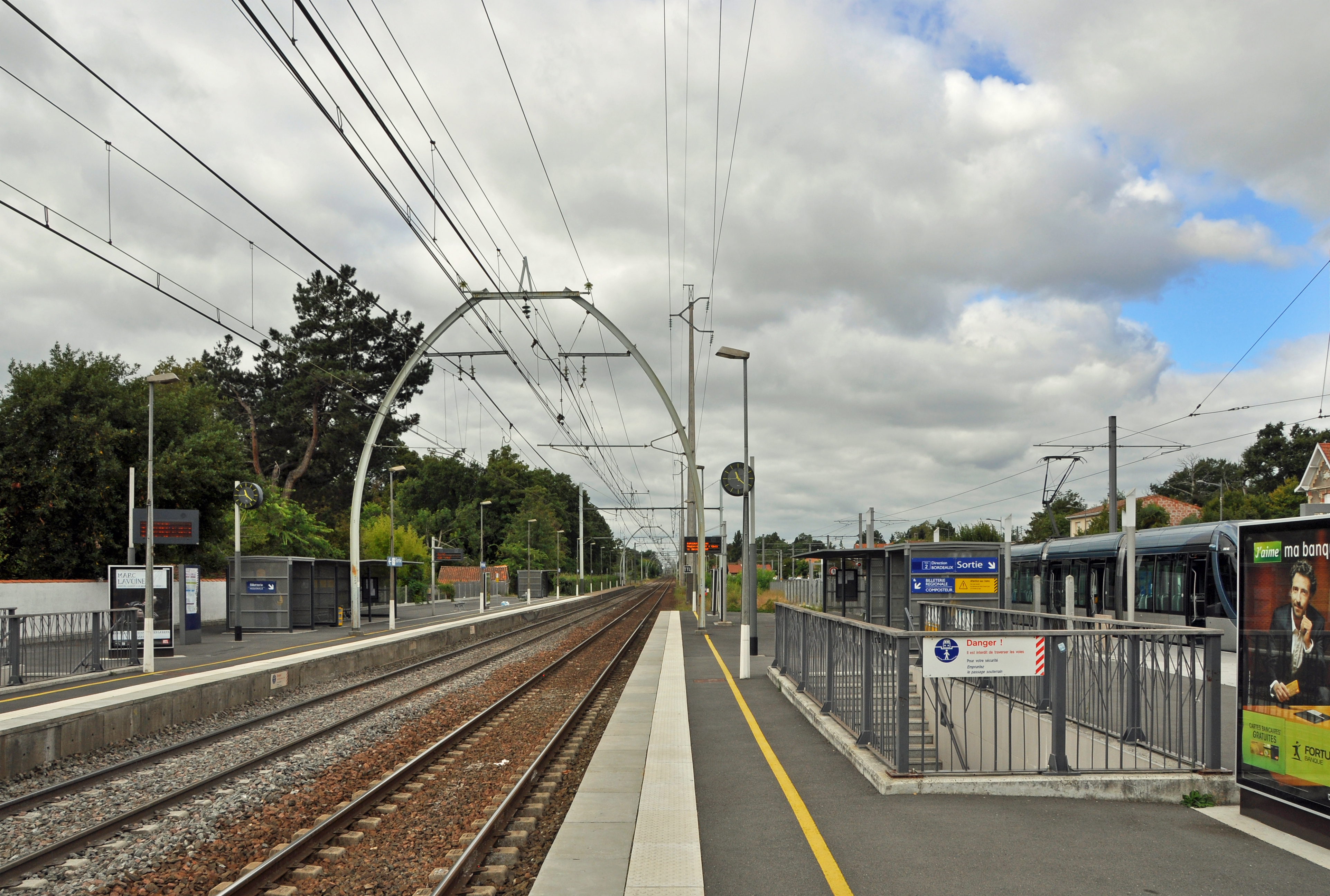
佩萨克火车站的站台

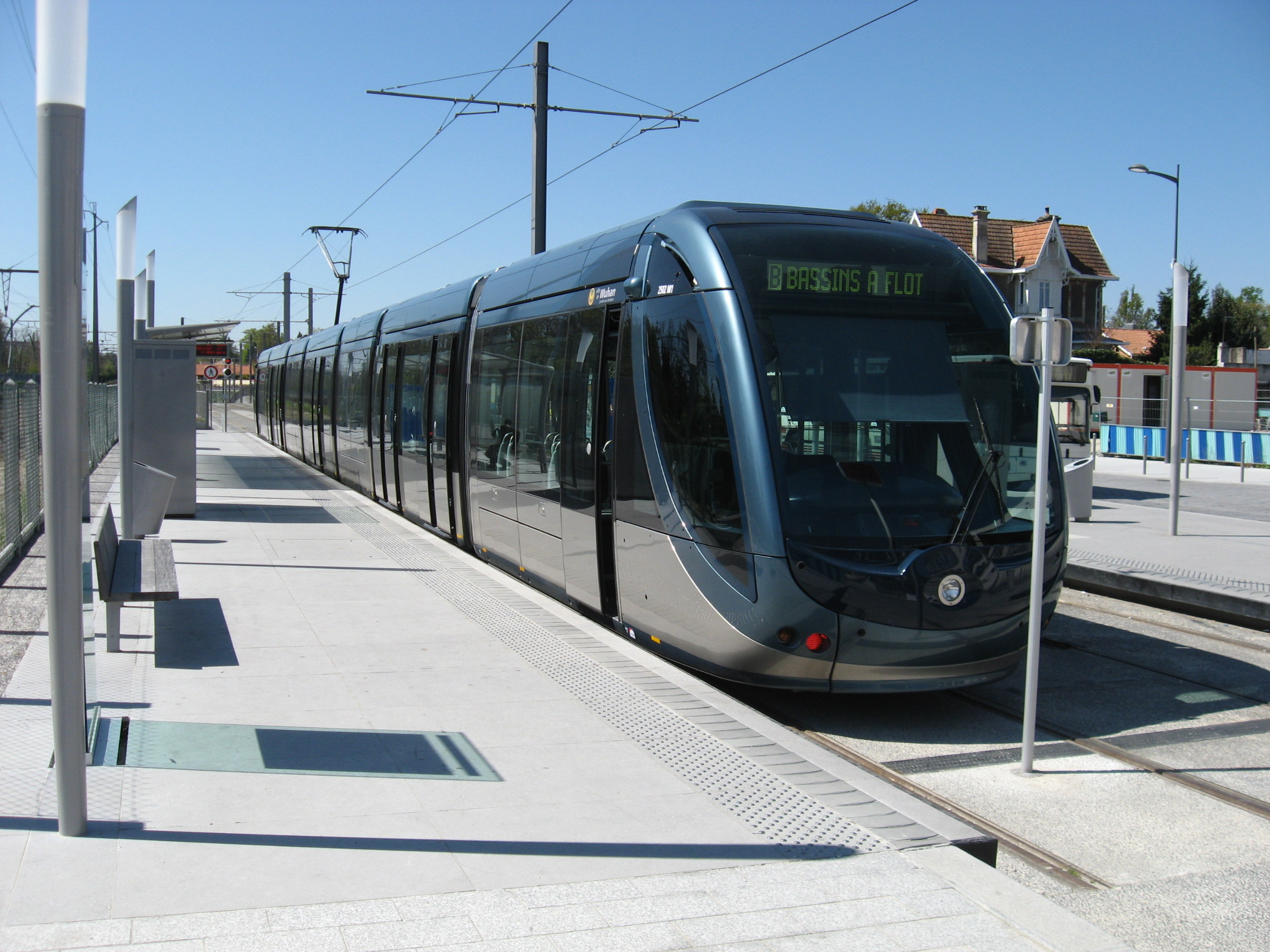
途径佩萨克的波尔多有轨电车B线

### 公路
A63高速公路和波尔多绕城高速公路在佩萨克市区东南部交汇，此外多条吉伦特省省道在佩萨克境内交汇。新阿基坦大区下属的吉伦特省城际客运提供途径佩萨克的602号巴士线路，可前往塞斯塔斯。
2017年，78.1%的佩萨克家庭拥有至少一辆的私人汽车。2018年，佩萨克境内共发生各类交通事故29起，造成37人受伤。

### 铁路
佩萨克位于波尔多－伊伦铁路上，自2017年起一条连通波尔多环线铁路的联络线建成使用。佩萨克境内共有两个铁路车站，包括位于市区东部的佩萨克站和位于市区中部的法兰西云雀站，两站均停靠往返于波尔多和阿卡雄一线的区域列车，部分车次还可前往达克斯、巴约讷以及波城等地。自2017年起，佩萨克站开行始发前往马科的区域列车。

### 航空
距离佩萨克最近的民用航空站为波尔多-梅里尼亚克机场，距离佩萨克市中心的公路里程约8.6公里。

### 城市公共交通
佩萨克为波尔多城市公共交通的服务范围，波尔多有轨电车B线以及波尔多公交4路、10路、23路、24路、31路、34路、35路、36路、39路、42路、43路、87路经过佩萨克境内，路网覆盖了佩萨克市区内的主要街道和居民区。

## 政治

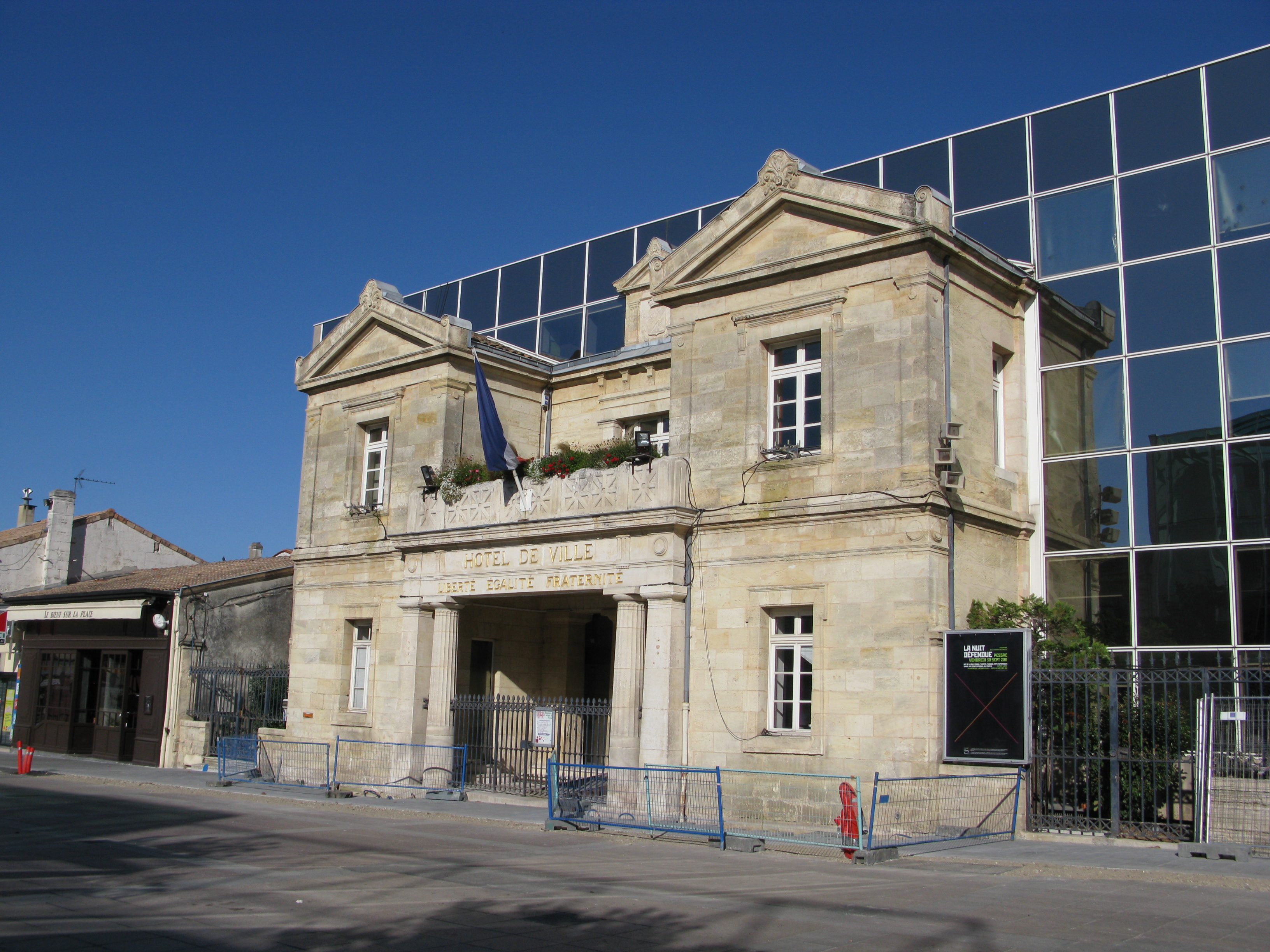
佩萨克市政厅

佩萨克的现任市长为弗朗克·赖纳尔先生（Franck Raynal），他是一名右翼无党派人士，在2020年的市政选举中获得了50.57%的支持率。
在2017年的法国总统大选中，法国第25任总统埃马纽埃尔·马克龙在佩萨克获得了80.77%的支持率。
| 佩萨克历届市长 |                  |                             |
| 任期           | 市长             | 党派                        |
| 1944年－1945年 | 罗歇·马尔卡德    | SFIO工人国际法国支部        |
| 1945年－1947年 | 罗歇·科埃        | 不详                        |
| 1947年－1953年 | 罗歇·绍梅        | 不详                        |
| 1953年－1959年 | 罗歇·科埃        | 不详                        |
| 1959年－1977年 | 让-克洛德·达尔博 | RPR保衛共和聯盟             |
| 1977年－1983年 | 安德烈·皮若尔    | PS社会党                    |
| 1983年－1989年 | 让-克洛德·达尔博 | RPR保衛共和聯盟             |
| 1989年－1998年 | 阿兰·鲁塞        | PS社会党                    |
| 1998年－2008年 | 皮埃尔·奥格尔    | PS社会党                    |
| 2008年－2014年 | 让-雅克·伯努瓦   | PS社会党                    |
| 2014年－       | 弗朗克·赖纳尔    | LR共和黨 →DVD右翼无党派人士 |

## 人口
2017年，佩萨克市镇人口数量为63,808，在法国排名第84位。其中男性30,193人，女性33,615人，75岁及以上人口占6.9%，外籍人口数量为18,338人，人口密度为1,644人/平方公里，当地居民被称为（男性）或（女性）。2018年，佩萨克境内出生595人，死亡人口464人。
| 年份   | 1936   | 1946   | 1954   | 1962   | 1968   | 1975   | 1982   | 1990   | 1999   | 2006   | 2011   | 2016   | 2018   |
| ------ | ------ | ------ | ------ | ------ | ------ | ------ | ------ | ------ | ------ | ------ | ------ | ------ | ------ |
| 人口數 | 13,004 | 17,769 | 19,226 | 24,281 | 36,986 | 51,360 | 50,267 | 51,055 | 56,143 | 57,187 | 58,743 | 61,859 | 64,374 |

## 经济
佩萨克是一个区域性的中心城市，当地共有各类用人单位8,837家，平均历史为13年，其中93.46%为中小型企业（PME）。 （纸业包装生产）、（房地产）及（地面交通）是当地2019年营业额最高的三个企业，分别为338,078,810欧元、162,676,972欧元和144,452,587欧元。

## 财政收入
2019年，佩萨克的财政收入总额为58,423,100欧元，财政支出总额为52,844,800欧元，当年的债务总额为15,391,800欧元。
2015年，佩萨克的人均月收入总额为2,664欧元，其中高级职员为4,176欧元，中级职员为2,547欧元，普通职员为1,902欧元。
2017年，佩萨克境内的青壮年（15至64岁）失业率为13.8%，当地56.3%的家庭拥有纳税资格。

## 社会事务

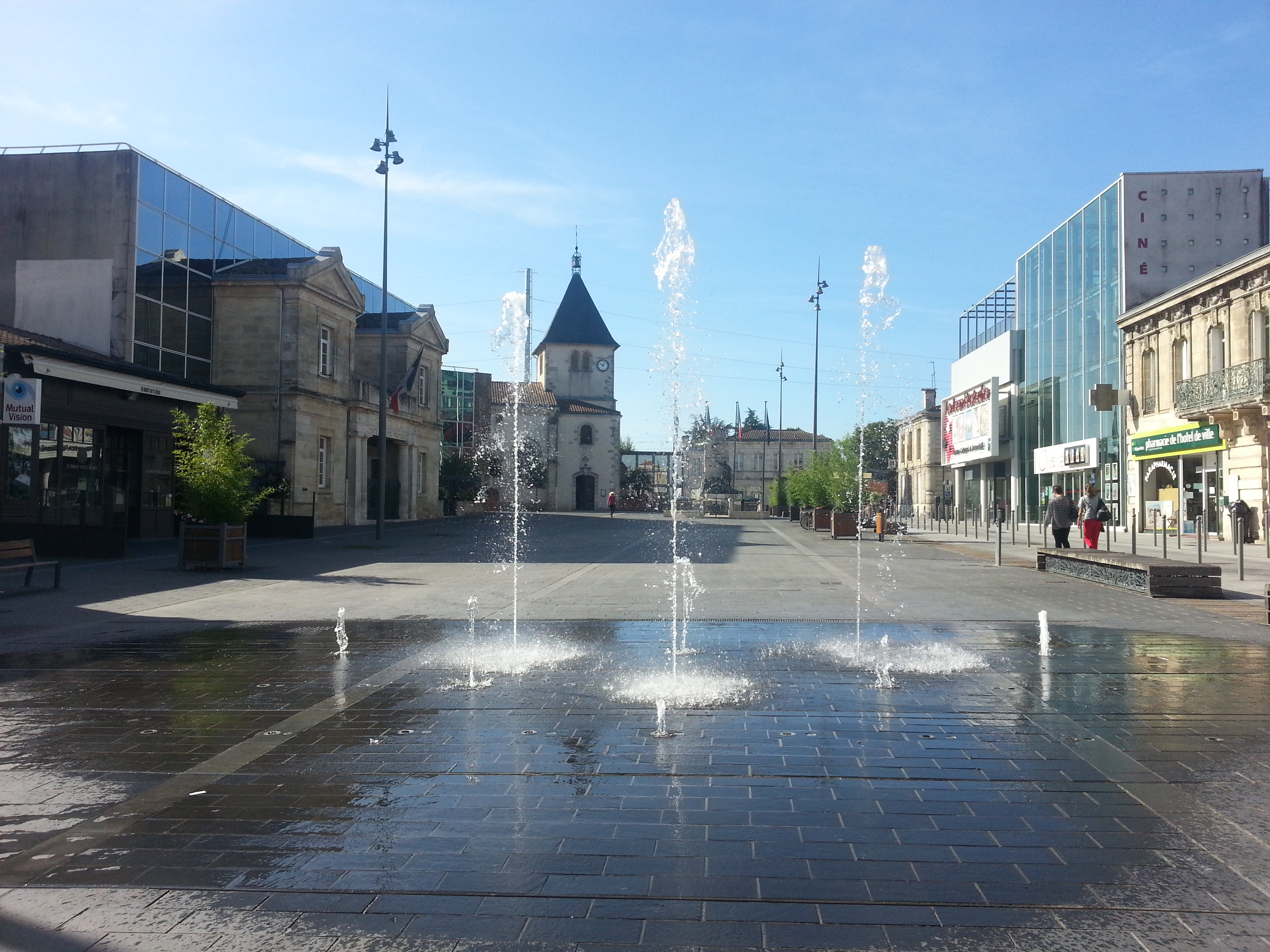
佩萨克市中心的喷泉

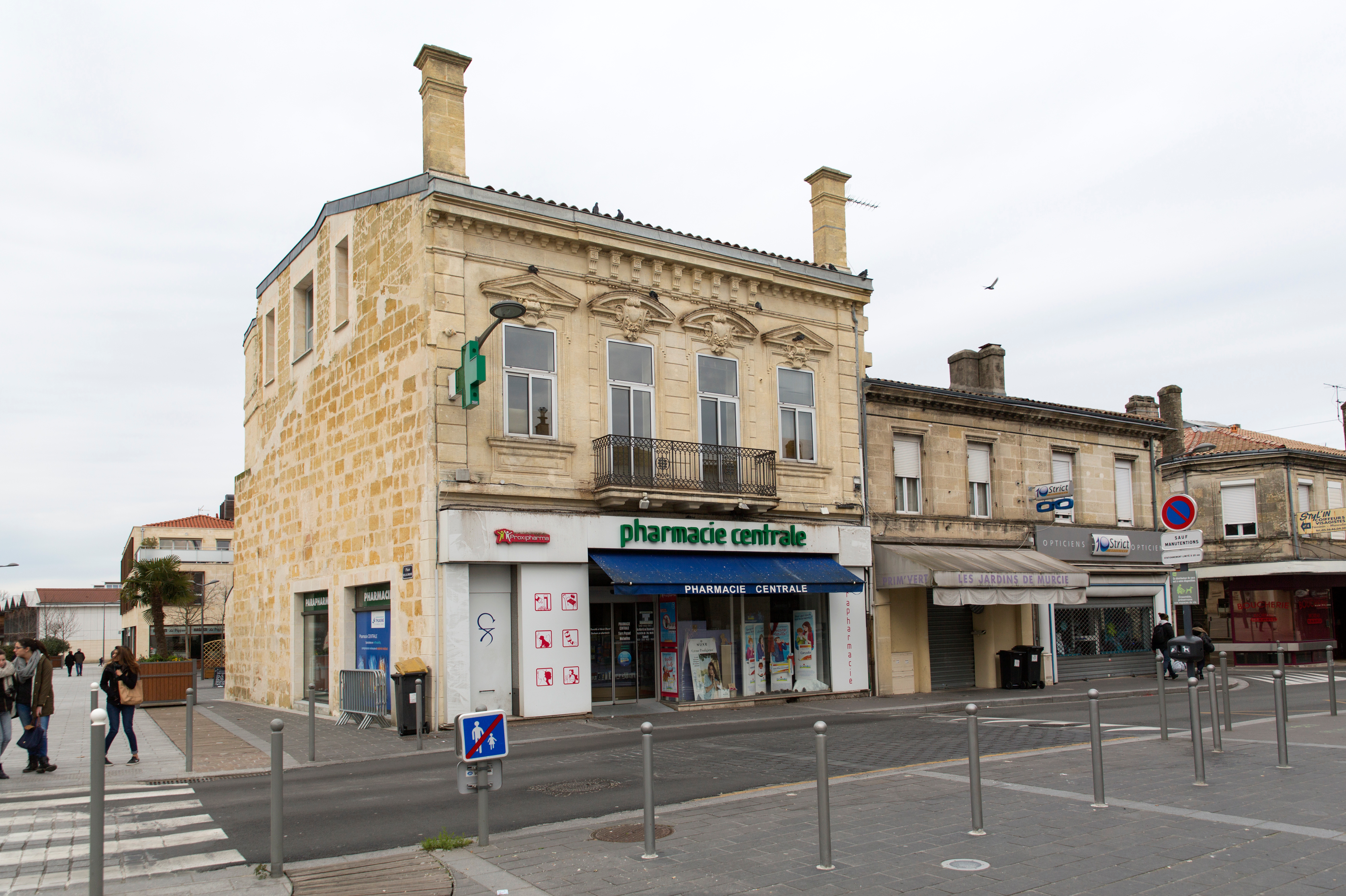
佩萨克街头的一处药房

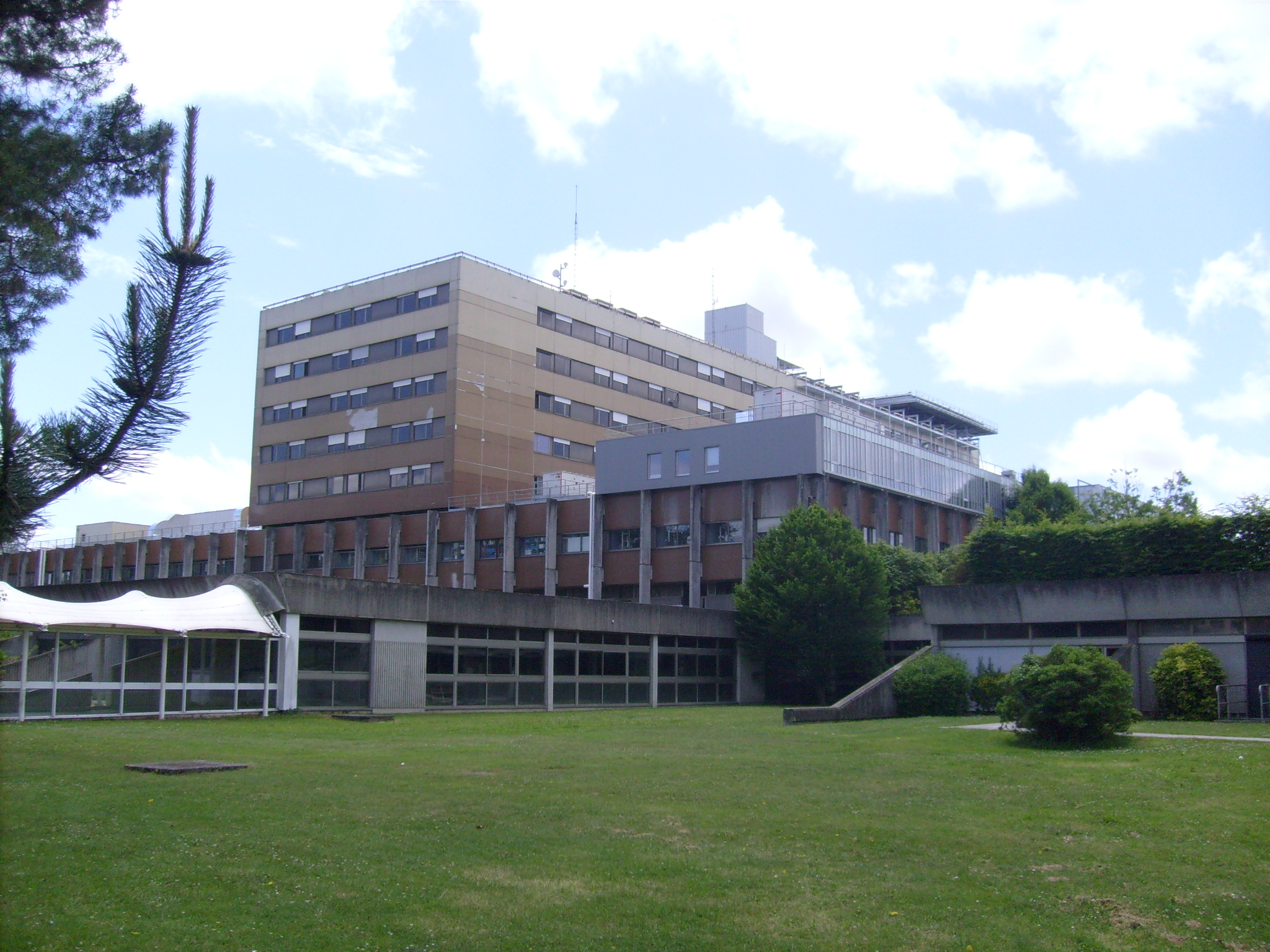
上莱韦克医院

### 教育
佩萨克属于波尔多学区。截止2019年1月1日，佩萨克境内共有16所幼儿园、17所小学、5所初级中学、1所普通高中和1所职业高中，其中克莱芒教皇高级中学提供大学技术文凭课程的教学。2018至2019学年度，佩萨克境内共有在校中等教育阶段学生3,870名。
在高等教育方面，佩萨克东部的部分区域是塔朗斯-佩萨克-格拉迪尼昂大学城的组成部分，波尔多-蒙田大学的主校区以及波尔多政治学院、欧洲生物化学学院等位于佩萨克境内。

### 医疗
截止2019年1月1日，佩萨克境内共有全科医生71名、保健师116名、牙医43名、护士87名、耳科医生3名、眼科医生11名、皮肤科医生3名、助产士4名、儿科医生8名和妇科医生10名。境内共有药房21家、养老院8家、残疾人帮扶中心7家。
佩萨克是波尔多大学中心医院的服务范围，后者是法国30所大区中心医院之一，亦是吉伦特省境内最大的综合性医疗机构，其下属的南部病区包括上莱韦克医院（Hôpital Haut-Lévêque）和扎维耶·阿尔诺藏医院（Hôpital Xavier-Arnozan），均位于佩萨克境内，共设有床位1,260个，是当地规模最大的公立综合性医院。除此之外，佩萨克境内还有两家私立的诊疗中心。

### 住房
2017年，佩萨克境内共有各类住房31,177套，其中51.1%为独立式居民区，47.3%为集中式居民区。常住房屋占佩萨克市镇范围内居民建筑总量的94.9%。

### 商业
2019年，佩萨克境内共有各类实体商铺1,215家，其中餐厅181家、大型超市10家、杂货店5家、面包房41家、肉铺15家、书店18家、装饰品店4家、银行门店24家、美容美发店68家、汽车维修店59家。市区南部建有大型开放式商业街区。

### 体育
2019年，佩萨克境内共有2家游泳池、7间体育馆、3座综合体育场、29处网球场、1处马术场、8处足球或橄榄球场、4处篮球或排球场以及1处高尔夫球场。
截至2021年2月，佩萨克境内共有11支注册足球队，其中佩萨克栗园体育联盟（A.S. Pessac Châtaigneraie）和佩萨克云雀足球俱乐部（F.C. Pessac Alouette）于2020至2021赛季参加新阿基坦大区足球联赛。
佩萨克捷豹则是当地的一支棒球俱乐部，曾获得2002年和2010年的法国棒球丙级联赛的冠军。

### 环境
佩萨克的环境事务由其所属的公共社区负责。2019年，佩萨克境内共有11家污染企业。

### 治安
2019年，佩萨克市镇范围内有1处派出所。
2014年，佩萨克及附近地区共发生各类案件46,802起，其中盗窃类案件30,909起，经济类案件3,155起，毒品交易类案件2,821起。

## 文化

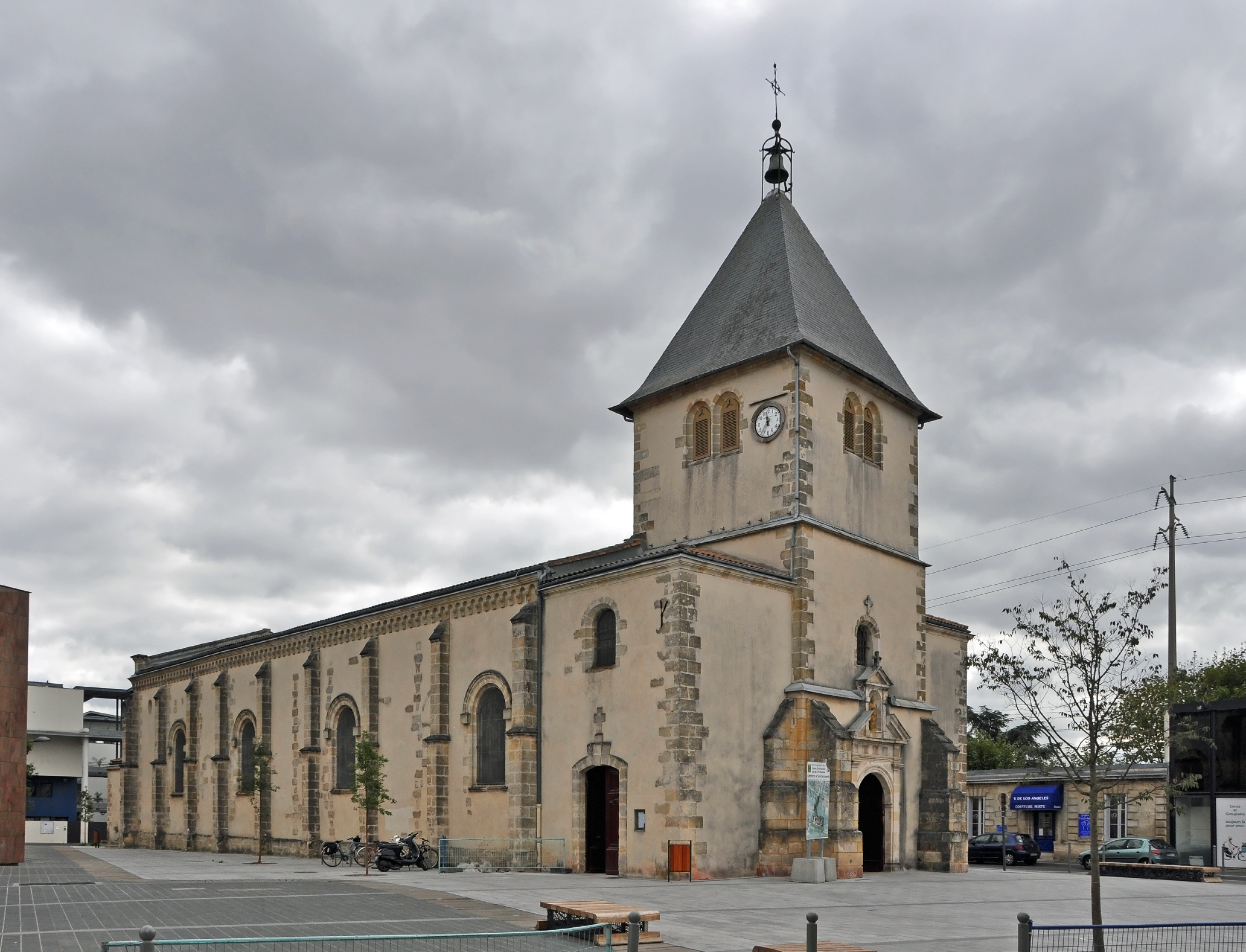
圣马丁教堂

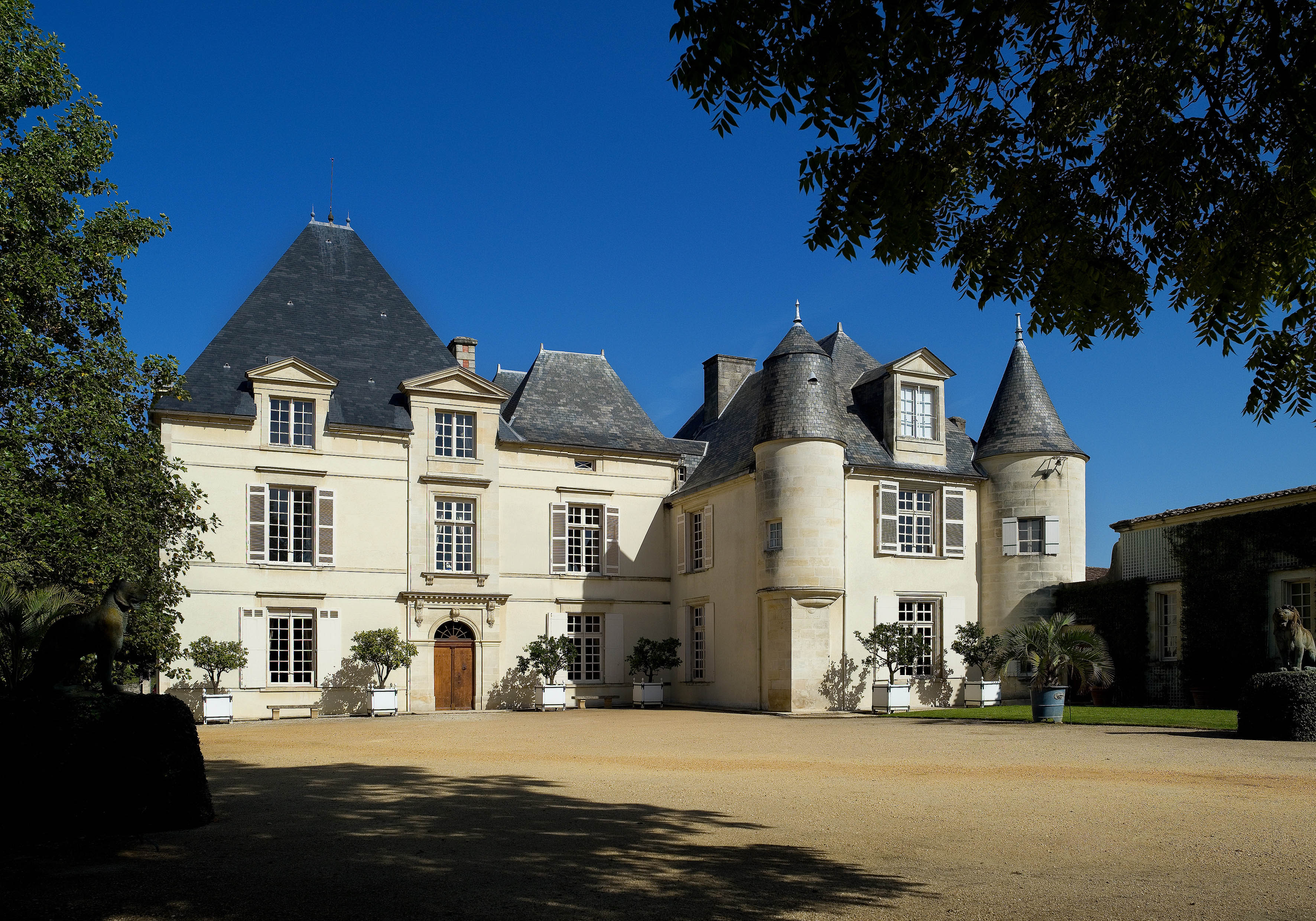
侯伯王酒庄

2019年，佩萨克境内有1家电影院。佩萨克市政府提供多媒体中心，向公众全年开放。

### 建筑
佩萨克境内的大部分建筑建于20世纪以后，其中1926年建成的弗吕热斯城是柯布西耶的代表作之一，曾于2016年被法国文化部列入世界遗产候选名单。佩萨克法鲁克清真寺则是当地主要的宗教建筑，于2014年建成向公众开放。

### 旅游
佩萨克的旅游事务由其所属的公共社区负责，波尔多-佩萨克动物园是当地主要的旅游景点。2020年，佩萨克境内共有6家宾馆共计387间房间。

### 媒体
法国主要的媒体均可在佩萨克接收，法国电视三台下属的新阿基坦大区频道在部分时段播出佩萨克所属区域的地方新闻。

### 葡萄酒
佩萨克莱奥尼昂是波尔多葡萄酒产区的组成部分，佩萨克境内共有四处主要的酒庄城堡：克莱芒教皇酒庄、侯伯王酒庄、侯伯王莱卡尔姆酒庄和上巴卡朗酒庄。

## 相关人物
法国画家让-雅克·桑贝、导演让·厄斯塔什、女权运动政治家伊薇特·鲁迪和橄榄球运动员拉法埃尔·拉加尔德出生于佩萨克。
此外，现任新阿基坦大区区长阿兰·鲁塞曾于1989至1998年间担任佩萨克市长职务。

## 友好城市
截至2021年2月，佩萨克共与五座城市互为友好城市关系：
- 德国 格平根
- 西班牙 布尔戈斯
- 羅馬尼亞 加拉茨
- 葡萄牙 維亞納堡
- 布吉納法索 邦福拉